# Rocbaron
Rocbaron ist eine französische Gemeinde mit 5489 Einwohnern (Stand 1. Januar 2022) im Département Var in der Region Provence-Alpes-Côte d’Azur. Sie gehört zum Kanton Garéoult im Arrondissement Brignoles.

## Geografie
Rocbaron liegt in einer von niedrigen, mit Kiefern und Kastanienbäumen bewaldeten Hügeln geprägten Landschaft. Von der im Schnitt 200 m tiefer gelegenen Nachbarortschaft Puget-Ville aus erreicht man Rocbaron über eine steile, kurvenreiche Straße durch den Bois d’Astros.
Der französische Fernwanderweg GR9 von Saint-Amour über Léoncel nach Saint-Tropez quert die Gemeinde.

## Geschichte
Bereits in prähistorischer und römischer Zeit war das Gebiet der Gemeinde besiedelt. Eine Ortschaft des heutigen Namens ist erstmals im Jahr 1019 als De Rocabarone belegt und weist möglicherweise auf einen Herrn namens Rocca de Baron hin. Später gehörte der Ort zu den Grafschaften Marseille, Agoult, Vins, Forbin und Villeneuve.

### Bevölkerungsentwicklung
Die Bevölkerungsentwicklung der Gemeinde in den letzten 40 Jahren des 20. Jahrhunderts ist bemerkenswert. Noch zu Beginn der 1960er Jahre lebten weniger als 100 Personen in der Ortschaft, deren Einwohnerzahl sich infolge eines seit den 1980er Jahren nochmals verstärkt zu beobachtenden Zuzugs bis zur Jahrtausendwende mehr als verdreißigfachte.

## Bevölkerungsentwicklung
| Jahr                       | 1962 | 1968 | 1975 | 1982 | 1990 | 1999 | 2006 | 2017 |
| Einwohner                  | 99   | 222  | 310  | 778  | 1774 | 3026 | 3264 | 5033 |
| Quellen: Cassini und INSEE |      |      |      |      |      |      |      |      |

## Bauwerke und Sehenswürdigkeiten
Der alte Ortskern des Dorfes ist gut erhalten. In leichter Hanglage stehen alte Häuser, in für die Region typischer Bauweise. Der Glockenturm mit kleinem Campanile stammt aus dem Jahr 1887. Ein altes Tor in der Rue des Fayssonnes stammt aus dem 16. Jahrhundert.
In unmittelbarer Nachbarschaft des Ortes stehen auf einem felsigen Vorsprung die Ruinen des Château de Saint-Sauveur, seines vieleckigen Bergfrieds mit den Scharten für die Bogenschützen, der aneinandergereihten Wohnräume und der Burgkapelle aus dem 13. Jahrhundert.
Die Pfarrkirche Saint-Sauveur stammt aus dem 18. Jahrhundert und wurde im 19. Jahrhundert renoviert.
Nahe gelegen ist das Gemeindegut La Verrerie. Dort sind Überreste eines Kalkbrennofens, Köhlerhütten, der ehemalige Schafstall und eine Steinbrücke zu besichtigen.